# Karl Theodor von Dalberg
Karl Theodor Anton Maria von Dalberg (ur. 8 lutego 1744 w Mannheim, zm. 10 lutego 1817 w Ratyzbonie) – arcybiskup Moguncji w latach 1802–1803, a następnie arcybiskup Ratyzbony w latach 1802–1817, tym samym elektor oraz arcykanclerz Świętego Cesarstwa Rzymskiego w latach 1802–1806. Książę Ratyzbony w latach 1803–1810. Książę prymas Związku Reńskiego oraz książę Frankfurtu w latach 1806–1813 (od 1810 wielki książę).

## Życiorys
Urodzony w Mannheim, był synem Franza Heinricha z magnackiej rodziny Dalberg, administratora Wormacji, jednego z głównych doradców elektora arcybiskupa Moguncji. Rodzice wybrali dla niego karierę kościelną. Studiował m.in. na Uniwersytecie w Heidelbergu. W 1779 roku został kanonikiem w Würzburgu, a w 1786 roku także kanonikiem w Moguncji. W dniu 18 czerwca 1787 został wybrany biskupem koadiutorem archidiecezji mogunckiej W listopadzie 1787 przyjął święcenia kapłańskie w Bambergu, a 31 sierpnia 1788 został konsekrowany na biskupa. W 1802 roku został arcybiskupem-elektorem Moguncji i arcykanclerzem Cesarstwa.
Po traktacie z Lunéville w 1801 r., w którym wszystkie obszary na lewym brzegu Renu zostały scedowane na Francję, Dalberg musiał poddać Wormację, Konstancję, a także Moguncję. Jednak zachował Aschaffenburg, a w 1803 uzyskał terytorium biskupiego księstwa Ratyzbony. Od tego momentu Dalberg przeniósł stolicę księstwa arcybiskupiego, którego został ordynariuszem, do Ratyzbony.
W 1806 r., po rozpadzie Cesarstwa Rzymskiego, wraz z innymi książętami przyłączył do Związku Reńskiego. Formalnie zrezygnował z urzędu arcykanclerza w liście do cesarza Franciszka II. Napoleon, będący protektorem Związku Reńskiego, mianował go księciem prymasem, dając mu tym samym pierwszeństwo wśród członków związku oraz prawo przewodniczenia sejmowi.
Po traktacie z Schönbrunn (1810) został wyniesiony przez Francuzów do rangi wielkiego księcia Frankfurtu, co znacznie powiększyło jego terytorium, mimo że musiał oddać Ratyzbonę Królestwu Bawarii.
W 1813 roku zrezygnował ze wszystkich swoich urzędów i godności (z wyjątkiem arcybiskupstwa Ratyzbony) na rzecz pasierba Napoleona Eugéne’a de Beauharnais.
Zmarł w 1817 roku w Ratyzbonie.

## Polityka względem Kościoła
Jego polityka i pozycja nie zyskała uznania Stolicy Apostolskiej. Kuria Rzymska sprzeciwiała się choćby używaniu przez niego tytułu prymasa. Mimo tego zajął się opracowaniem projektu konkordatu dla Niemiec według zasad febronianizmu i józefinizmu.
Podjął również swoistą reformę Kościoła w Niemczech, w którym nie widział miejsca dla zakonów. Jego marzenie o jednym Kościele germańskim pod wyłączną władzą prymasa Niemiec. Zamiar ten niespełniony pod protektoratem Napoleona ponowił na Kongresie wiedeńskim. Tę wizję przekreślił tam całkowicie sekretarz stanu kardynał Ercole Consalvi.

## Ocena
Polityczne podporządkowanie się Napoleonowi było mu wielokrotnie zapamiętane, choć pamięta się także o jego zasługach. Dalberg, działając według ideałów Oświecenia, dbał o oświatę i naukę, założył uniwersytet w Aschaffenburgu. Sam był pisarzem, a także przyjacielem Goethego, Schillera i Wielanda. Był członkiem wielu akademii nauk, m.in. Bawarskiej Akademii Nauk.